# 졸업 시험
"졸업 시험"은 대한민국에서 제작된 정소영 감독의 1975년 영화이다. 서미경 등이 주연으로 출연하였고 신태선 등이 제작에 참여하였다.

## 출연

### 주연
- 서미경
- 주선태
- 주증녀